# William Morgan (traductor)

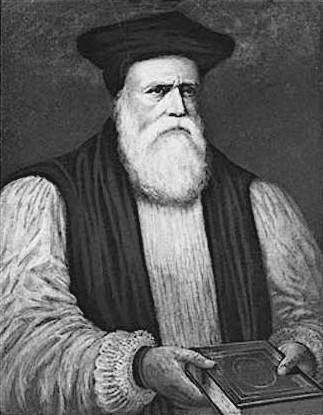
Obispo Morgan

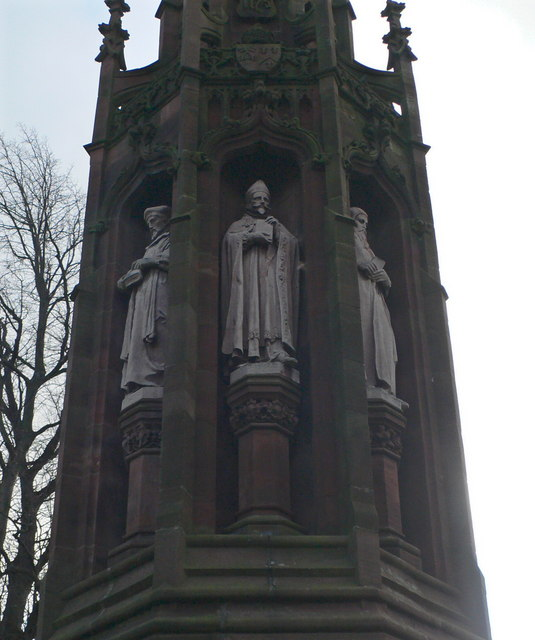
El memorial del traductor, en St Asaph. Al centro aparece William Morgan, el traductor de la Biblia al galés.

William Morgan (1545 - 10 de septiembre de 1604) fue obispo de Llandaff y Saint Asaph, y es conocido como el traductor de la primera versión de la Biblia en idioma galés.